# Franciszek z Asyżu (film 1961)
Franciszek z Asyżu (ang. Francis of Assisi) − amerykański film religijny z 1961 roku w reżyserii Michaela Curtiza. Film opowiada o życiu średniowiecznego mistyka, fundatora franciszkanów św. Franciszka z Asyżu.

## Obsada
W filmie wystąpili:
- Bradford Dillman jako Franciszek z Asyżu
- Dolores Hart jako Klara z Asyżu
- Stuart Whitman jako konte Paolo of Vandria
- Cecil Kellaway jako Hugolin
- Eduard Franz jako Piotr Bernardone
- Athene Seyler jako Buona
- Finlay Currie jako papież Innocenty III
- Mervyn Johns jako brat Jałowiec
- Russell Napier jako brat Eliasz
- John Welsh jako prawnik Cattanei
- Harold Goldblatt jako Bernard
- Edith Sharpe jako Pika
- Jack Lambert jako Scefi
- Oliver Johnston jako ojciec Livoni
- Malcolm Keen jako biskup Guido
- Pedro Armendáriz jako sułtan Al-Kamil
- Manuela Ballard jako dziewczyna z gospody
- Renzo Cesana jako brat zakonny
- Feodor Chaliapin Jr. jako kardynał Savelli
- Cyrus Elias jako brat zakonny
- Nicholas Hannen jako żebrak
- Uti Hof jako dziewczyna z gospody
- John Karlsen jako brat zakonny
- Curt Lowens jako brat zakonny
- Evi Marandi jako muzułmanka
- Walter Maslow jako brat zakonny
- David Maunsell jako brat zakonny
- Jole Mauro jako dziewczyna z gospody
- Paul Muller jako brat zakonny
- Jack Savage jako brat zakonny

## Życiorys
- Francis of Assisi w bazie IMDb (ang.)
- Franciszek z Asyżu w bazie Filmweb